# Liste des orgues de Corse classés dans la base Palissy des monuments historiques

## Méthodologie
Cette liste prend en compte les orgues de Corse classés uniquement, au titre objet ou immeuble, que ce soit pour leur buffet ou leur partie instrumentale et répertoriés dans la base Palissy des Monuments historiques de France. La section Reprises recense les modifications les plus importantes. Dans certains cas le classement du buffet intègre également la tribune. À défaut de précision, le classement est réputé acquis au titre objet (cas le plus fréquent) mais les initiales I.D. signifient au titre Immeuble par Destination et I. au titre Immeuble.

## Liste
| Localisation                                | Construction | Reprises | Buffet                                                 | Instrument                | Illustration |
| ------------------------------------------- | --- | --- | ------------------------------------------------------ | ------------------------- | ------------ |
| Algajola, Saint-Georges                     | Anonyme XVIIIe siècle | Buffet restauré 1993 | Notice no PM2B000001 I.D.                              | Notice no PM2B000794 I.D. |              |
| Bastia, Saint-Jean-Baptiste                 | Giuseppe Lazzari, buffet & tribune Clément Tarrigo 1740 | Instrument refait Luigi De Ferrari 1837 puis Jacquot-Lavergne 1958, mauvais état                                                                        | Notice no PM2B000156                                   |                           |              |
| Bastia, Saint-Roch                          | Anonyme, buffet & tribune attribués à Clément Tarrigo 1740 | Réparé Gasparo Domini 1885, muet |                                                        | Notice no PM2B000548      |              |
| Bastia, oratoire Sainte-Croix               | Giuseppe Lazzari 1762 dans buffet 1642, réparé Pietro Pirani 1777, Luigi & Giovanni De Ferrari 1841 & 1863                                                             | Modifié Giuseppe Tronci 1932, muet |                                                        | Notice no PM2B000672 I.D. |              |
| Bastia, Sainte-Marie                        | Serrassi frères 1845 | Restauré Barthélémy Ciantini (1855), Giovanni de Ferrari et Ferdinando Serassi (1883), Roethinger (1963), Alain Sals (1975), Didier Chanon (1998), muet | Notice no PM2B001303                                   | Notice no PM2B001302      |              |
| Bonifacio, Saint Dominique                  | Luigi & Giovanni De Ferrari 1843 | Muet | Notice no PM2A000328 rest. 1977 Maimponte              | Notice no PM2A000329 I.D. |              |
| Calenzana, Saint-Blaise                     | Anonyme 18e couvent d'Alzi-Pratu à Zilia, transféré durant la Révolution, agrandi Anton-Pietro Saladini 1846 à 63                                                      | Modifié Antonio De Ferrari 1881, muet |                                                        | Notice no PM2B000574 I.D. |              |
| Calvi, Pro-cathédrale Saint-Jean-Baptiste   | Anonyme 2e moitié XVIIIe, agrandi XIXe siècle | Restauration Bartolomeo Formentelli 1993 |                                                        | Notice no PM2B000248 I.D. |              |
| Calvi, Sainte-Marie                         | Luigi De Ferrari 1830, modifié Filippo Tronci 1936, Claude Hermelin 1943, Jonet 1970                                                                                   | Restauration Bartolomeo Formentelli 1981 |                                                        | Notice no PM2B000800 I.D. |              |
| Canari, Saint-François                      | Anonyme vers 1767, réparé Anton-Pietro Saladini 1861, Antonio de Ferrari 1880, Filippo Tronci 1920                                                                     | Restauration 1980 Alain Sals | Notice no PM2B000803 I.D.                              | Notice no PM2B000804 I.D. |              |
| Castifau, Saint-Nicolas                     | Giuseppe Lazzari couvent St François de Caccia 1758, transfert & restauration Benedetto Marracci 1792; augmenté Anton-Pietro Saladini 1842, réparé Gasparo Domini 1863 | Restauration Jean-Louis Loriaut 1993 |                                                        | Notice no PM2B000479 I.D. |              |
| Corbara, Notre-Dame-de-l'Annonciation       | Nicodème Agati & Filippo Tronci 1890 dans buffet début XVIIIe siècle                                                                                                   | Rest. Ph.Hartmann1979, relevé Alain Sals & Alain Faye 2011                                                                                              | Notice no PM2B000807 I.D.                              | Notice no PM2B000808 I.D. |              |
| Corte, Notre-Dame-de-l'Annonciade           | Johann Conrad Werle entre 1733 & 1777, modifié Filippo Tronci 1911 & Claude Hermelin 1945                                                                              | Restauration Bartolomeo Formentelli 1991 |                                                        | Notice no PM2B000321 I.D. |              |
| Costa, Saint-Sauveur                        | Anonyme peu avant 1819 | Restau. Alain Sals & Alain Faye, buffet Pierre Sibieude, 2004                                                                                           | Notice no PM2B000690                                   | Notice no PM2B000811 I.D. |              |
| Feliceto, Saint-Nicolas                     | Anton-Pietro Saladini 1839, modifié fin 19e | Délabré | Notice no PM2B000832 I.D.                              | Notice no PM2B000833 I.D. |              |
| Lumio, Sainte-Marie                         | Frères Luigi & Giovanni De Ferrari 1831, réparé 1850 | Muet | Notice no PM2B000835 I.D. Fabio Leca                   | Notice no PM2B000836 I.D. |              |
| Luri-Piazza, Saint-Pierre                   | Frères Giovanni & Federico Crudeli 1818; modifié 1901 Antonio De Ferrari puis 1936 Filippo Tronci                                                                      | Restauration Alain Sals 1986 | Notice no PM2B000360                                   | Notice no PM2B000813      |              |
| Montemaggiore-Montegrosso,StAugustin        | Luigi De Ferrari 1831, restauré Giovanni De Ferrari 1854, réparé Gasparo Domini 1897, Cesare Tronci 1931                                                               | Muet | Notice no PM2B000367                                   |                           |              |
| Nonza, Sainte-Julie                         | Construit 1835 puis réparé 1861 Anton-Pietro Saladini (Speloncato), modifié Filippo Tronci 1926                                                                        | Délabré |                                                        | Notice no PM2B000381 I.D. |              |
| Occhiatana, Saint-Barthélémy                | Luigi De Ferrari 1839, buffet Fabio Leca | Délabré | Notice no PM2B000838 I.D.                              | Notice no PM2B000839 I.D. |              |
| Olmeto, Notre-Dame-de-l'Assomption          | Frères Stoltz 1855; modifié De Ferrari 1889, Chenet 1913, Père Blanchard 1918                                                                                          | Restauration1979 Ph. Hartmann Relevage 2004 J.L. Loriaut                                                                                                |                                                        | Notice no PM2A000103 I.D. |              |
| Palasca, Notre-Dame-de-l'Assomption         | Anton-Pietro & Anton-Giuseppe Saladini 1833 | Restauration Antone Massoni 1994 | Notice no PM2B000817                                   | Notice no PM2B000480 I.D. |              |
| Piedicroce, Saints Pierre & Paul            | Giorgio Spinola 1619 Pro-cathédrale Sainte-Marie de Bastia, transfert & modification Antonio-Pietro Saladini 1844                                                      | Restauration Alain Sals 1985 | Notice no PM2B000639                                   | Notice no PM2B000399 I.D. |              |
| Pino, N.D.de l'Assomption                   | Luigi De Ferrari 1836 | Muet | Notice no PM2B000829 I.D.                              | Notice no PM2B000830 I.D. |              |
| Pioggiola, Notre-Dame-de-l'Assomption       | Anton-Pietro Saladini 1844 | Restauration Alain Sals 1996 | Tribune 1814 Anton Giuseppe Saladini                   | Notice no PM2B000692 I.D. |              |
| La Porta, Saint-Jean-Baptiste               | Benedetto Marracci vers 1780 couvent de Casabianca, transfert Christophe Saliceti sous la Convention                                                                   | Restaurations Bartolomeo Formentelli 1963 & 1980 | Notice no PM2B000413                                   |                           |              |
| Rogliano, Sant'Agnellu                      | Nicodème Agati & Filippo Tronci 1874-88, buffet de Giuseppe Lazzari 1761, réparé F. Tronci 1910, Antonio de Ferrari 1925                                               | Restauration Jean-François Muno 1988, buffet neuf au sol                                                                                                | Notice no PM2B000417                                   | Notice no PM2B000823 I.D. |              |
| Sant'Antonino, Notre-Dame-de-l'Annonciation | Giovanni Battista Pomposi 1744 couvent de Marcasso, transféré 1806 | Délabré & vidé de sa tuyauterie | Notice no PM2B000694 volets peints 1789 Vicente Suarez | Notice no PM2B000825 I.D. |              |
| Speloncato, Santa-Maria Assunta             | Gianino Crudeli 1810, réparations Antonio de Ferrari 1905 et Claude Hermelin 1943                                                                                      | Restauré Antoine Massoni 1991 | Notice no PM2B001307                                   | Notice no PM2B001306      |              |
| Zilia, Saint-Roch                           | Anton-Giuseppe Saladini & son fils Antonio-Domenico 1831, réparé Gasparo Domini 1899                                                                                   | Restaurations Antone Massoni 1995, Jean Deloye 2000 | Notice no PM2B000451                                   | Notice no PM2B000827 I.D. |              |

## Source
- Base Palissy des Monuments historiques de France